# Æmilii
Légende :
♦Patricien, ♦Plébéien, ♦Consulaire, ♦Sénatorial, ♦Équestre
Gens et Liste des gentes romaines
Les Æmilii (au singulier: Æmilius) sont les membres de la gens Æmilia, l'une des familles patriciennes les plus importantes et les plus influentes de l’histoire romaine.
La gens Æmilia laisse son nom à la via Æmilia Scaura (construite par le censeur Marcus Æmilius Scaurus), à la via Æmilia (construite par le consul Marcus Æmilius Lepidus), ainsi qu'à la Basilique Æmilia, située sur le Forum Romain, dont la construction a été ordonnée par les censeurs Marcus Æmilius Lepidus et Marcus Fulvius Nobilior.
Cette famille survit au début de l'Empire, mais est l'une des premières à s'éteindre. En effet, les Fabii patriciens disparaissent des fastes en 34, les Æmilii s'éteignent en 39, les Claudii en 68 et les liens des Valerii postérieurs aux Julio-Claudiens avec les Valerii patriciens sont contestés. Les Cornelii disparaissent des fastes consulaires sous Marc Aurèle, avec Servius Cornelius Scipio Salvidienus Orfitus, consul en 178, descendant des Lentuli et des Scipions. Il est le dernier représentant du patriciat républicain ancestral.
Les principales branches de la gens Æmilia portent les cognomina Barbula, Lepidus, Mamercinus, Papus, Paullus, Regillus, Scaurus. Parmi ceux-ci les Æmilii Lepidi se distinguent, tout particulièrement à la fin de la République.

## Origines de la famille
Plutarque rapporte un certain nombre de légendes sur les rapports possibles entre le deuxième roi romain Numa Pompilius et le philosophe et mathématicien grec Pythagore. Le biographe grec ajoute cependant qu'il ne fait que regrouper toutes ces traditions, en expliquant pourquoi elles sont apparues et pourquoi elles peuvent être réfutables :
La gens est réputée descendre de Mamercus, un fils de Numa qui est surnommé Æmylos ou Aimilios pour son raffinement et ses talents oratoires : un autre argument, dit Plutarque, en faveur des liens entre Numa et Pythagore, « c’est que des quatre fils qu’eut Numa, il en nomma un Mamercus, du nom du fils de Pythagore. C’est de ce fils de Numa que descend la famille des Æmilii, une des plus nobles d’entre les patriciennes, car ce prince donnait à son fils le nom d’Æmilius, pour désigner sa douceur et la grâce de son langage. » Cependant la ressemblance entre le nom Æmilius et le terme grec αἱμυλία (« gentillesse ») est vraisemblablement une coïncidence.
Selon les uns, Numa aurait été un « ami de Pythagore », selon d'autres, un grand admirateur. Plutarque signale par ailleurs que « d’autres prétendent que Pythagore a vécu beaucoup plus tard et qu’il est postérieur de près de cinq générations à l’époque de Numa », ce qui est confirmé par les recherches modernes, qui placent Numa Pompilius au début du VIIe siècle av. J.-C. et Pythagore au VIe siècle av. J.-C., au moment où les Tarquins règnent à Rome. Le fait que Numa Pompilius aurait connu Pythagore ou aurait été l'un de ses admirateurs provient du fait qu'on attribue à Numa une « sagesse si éclairée qui l’a fait passer pour disciple de Pythagore ». Certains prétendent que « Pythagore de Sparte, vainqueur du stade à Olympie, à la seizième olympiade, dont la troisième année est celle de l’élection de Numa, fit un voyage en Italie, lia commerce avec ce prince et l’aida à régler son royaume. »
Cependant, Plutarque est conscient du fait que ces traditions sont peu probables. De plus, il ajoute que « les historiens sont en contradiction sur le nombre de ses femmes et de ses enfants » et que certains « auteurs [ont] voulu flatter ces quatre familles [dont les Mamerciens] en les faisant descendre de Numa par de fausses généalogies », mais déclare que « ce serait un entêtement puéril que de s’arrêter plus longtemps à l’établir ou à la réfuter » et qu'« il ne faut donc pas condamner avec sévérité ceux qui, se fondant sur tous ces rapprochements, soutiennent que Pythagore et Numa ont été contemporains, et qu’ils ont eu ensemble les plus grands rapports ». Toutefois, dans toute la biographie de Numa, Plutarque parle des préceptes des pythagoriciens qui auraient guidé les actions du roi,,.
Selon toutes ces légendes et traditions rapportées par Plutarque, il semble donc que la gens des Æmilii déclarait descendre d'un des fils de Numa Pompilius ou de Pythagore.

## Sous la République

### Aemiliipatricien

#### Branche desÆmilii Mamercini
- Mamercus Æmilius, (v.-550 - ?)
  - Lucius Æmilius Mamercinus, (v.-530 - ap.-473), consul en 484, 478 et 473 av. J.-C.
    - Marcus Aemilius Mamercus, (v.-510 - ?);
      - Mamercus Æmilius Mamercinus, (v.-480 - ap.-426), tribun consulaire en 438 et dictateur en 437, 434 et 426 av. J.-C.
        - Manius Æmilius Mamercinus, (v.-450 - ap.-401), consul en 410 et tribun consulaire en 405, 403 et 401 av. J.-C.
        - Lucius Æmilius Mamercinus, (v.-445 - ap.-380), tribun consulaire en 391, 389, 387, 383, 382 et 380 av. J.-C.
          - Lucius Æmilius Mamercinus, (v.-420 - ap.-352), consul en 366 et 363 et maître de cavalerie en 368 et 352 av. J.-C.
            - Lucius Æmilius Mamercinus Privernas, (v.-385 - ap.-326), consul en 341 et 329 et dictateur en 335 et 316 av. J.-C.
              - → Æmilii Paulli

            - ? Marcus Aemilius Papus, (v.-380 - ap.-321), dictateur en -321;
            - ? Tiberius Æmilius Mamercinus, (v.-380 - ap.-339), consul en 339 av. J.-C.
            - ? Quintus Aemilius Barbula, (v.-380 - ?),
              - → Æmilii Barbulæ

    - Caius Æmilius Mamercus, (v.-505 - ?), peut-être dictateur ou interroi en 463 av. J.-C.
    - Tiberius Æmilius Mamercinus, (v.-505 - ap.-467), consul en 470 et 467 av. J.-C.
      - Tiberius Æmilius Mamercinus, (v.-470 - ?)
        - Caius Æmilius Mamercinus, (v.-435 - ap.-391), tribun consulaire en 394 et 391 av. J.-C.

#### Branche desÆmilii PaullietÆmilii Papi
- Lucius Æmilius Mamercinus Privernas, (v.-385 - ap.-326), consul en 341 et 329 et dictateur en 335 et 316 av. J.-C.
  - Marcus Æmilius Paullus, (v.-345 - ap.-301), consul en 302 av. J.-C. et maître de cavalerie en 301 av. J.-C.
    - Marcus Æmilius Paullus, (v.-300 - ap.-255), consul en 255 av. J.-C.
      - Lucius Æmilius Paullus (v.-260 - †216 av. J.-C.), dit « Paul-Émile », consul en 219 et 216 av. J.-C.
        - Lucius Æmilius Paullus Macedonicus (v.228/†160 av. J.-C.), dit « Paul-Émile Le Macédonique », consul en 182 et 168 av. J.-C. et censeur en 164 av. J.-C.
          - Quintus Fabius Maximus Æmilianus, (v.-190 - ap.-145), consul en 145 av. J.-C.
          - Publius Cornelius Scipio Æmilianus Africanus minor (185/†146 av. J.-C.), dit « Scipion Émilien », petit-fils adoptif de Scipion l'Africain, consul en 147 et 134 av. J.-C.
          - Aemilia Prima, épouse de Quintus Aelius Tubero;
          - Aemilia Secunda, épouse de Marcus Porcius Cato Licinianus;
          - Aemilia Tertia;
          - (Aemilius), (-180 - -167)
          - (Aemilius), (-178 - -167)

        - Aemilia Tertia, (v.-225 - -162), épouse de Publius Cornelius Scipio Africanus;
        - ? Marcus Livius Aemilianus, fils adoptif de Livius Salinator

  - Cnæus Æmilius Papus, (v.-345 - ?)
    - Quintus Æmilius Papus, (v.-325 - ap.-275), consul en 282 et 278 av. J.-C.
      - Lucius Æmilius Papus, (v.-275 - ap.-216), consul en 225 av. J.-C., censeur en 220 av. J.-C.
        - Marcus Æmilius Papus, (v.-250 - -210), curio maximus jusqu'en 210 av. J.-C.[1],[a 7]
        - Lucius Æmilius Papus, (v.-245 - -172), préteur en Sicile en 205 av. J.-C.[2],[a 8]

#### Branche desÆmilii Barbulæ
- Quintus Æmilius Barbula, (v.-380 - ?)
  - Marcus Æmilius Barbula, (v.-350 - ap.-285), dictateur en 285 av. J.-C.
    - ? Marcus Aemilius Lepidus, (v.-325 - ap.-285), voir plus bas les Aemilii Lepidi;

  - Quintus Æmilius Barbula, (v.-350 - ap.-311), consul en 317 et 311 av. J.-C.
    - Lucius Æmilius Barbula, (v.-320 - ap.-281), consul en 281 av. J.-C.
      - Marcus Æmilius Barbula, (v.-270 - ap.-230), consul en 230 av. J.-C.

#### Branche desÆmilii Lepidi
- Marcus Æmilius
  - Marcus Æmilius Lepidus, (v.-325 - ap.-285), consul en 285 av. J.-C.
    - Marcus Æmilius Lepidus (†216 av. J.-C.), (v.-275 - -216), consul en 232 et consul suffect entre 222 et 218 av. J.-C.
      - Marcus Æmilius Lepidus, (v.-255 - v.-207), préteur en 218 av. J.-C.
        - Marcus Æmilius Lepidus (†152 av. J.-C.), (v.-230 - -152), consul en 187 et 175 av. J.-C., Pontifex Maximus de 180 à 152 av. J.-C., censeur en 179 av. J.-C.
          - Marcus Æmilius Lepidus Porcina, (-183 - -125/3), consul en 137 av. J.-C.
          - Quintus Aemilius Lepidus, (v.-180 - ?);
            - Marcus Æmilius Lepidus (-121 - †77 av. J.-C.), consul en 78;
              - Lucius Cornelius Scipio Æmilianus, (v.-100 - -77), fils adoptif de Scipio Asiagenus
              - Lucius Æmilius Paullus, (v.-96 - ap.-42), consul en 50 av. J.-C.
                - Paullus Aemilius Lepidus, (v.-70 - v.-13), consul suffect en juillet 34 av. J.-C. et censeur en 22 av. J.-C.
                  - Lucius Æmilius Paullus, (-33 - 13/4), consul en 1 apr. J.-C.
                    - Aemilia Lepida, (v.-3 - 53), épouse de Marcus Iunius Silanus

                  - Marcus Æmilius Lepidus, (-27 - 36), consul en 6 apr. J.-C.
                    - Aemilia Lepida, (v.5 - 36), épouse de Drusus Caesar
                    - Marcus Æmilius Lepidus (v.10 - †39), exécuté sur ordre de Caligula

                  - Paulla Aemilia, (-22 - ?)
                  - Paullus Aemilius Regillus, (v.-15 - ap.47), questeur en 15;

                - ? (Aemilia Lepida), épouse de Cnaeus Domitius Ahenobarbus

              - Marcus Æmilius Lepidus (v.-89 - †12 av. J.-C.), dit « Lépide », consul en 46 et 42 av. J.-C., maître de cavalerie de 46 à 44 av. J.-C., triumvir de 44 à 36 av. J.-C. et Pontifex Maximus de 44 à 13 av. J.-C.
                - Marcus Æmilius Lepidus Minor (v.-55 - †30 av. J.-C.);
                - Quintus Aemilius Lepidus, (v.-52 - ?);
                  - Manius Aemilius Lepidus, (v.-25 - 33), consul en 11;
                    - Aemilia Lepida, (v.5 - 40), épouse de Galba;

                  - Aemilia Lepida, (v.-20 - ap.20), épouse de Quirinus puis de Scaurus;
                  - (Aemilia), (v.-18 -?), épouse de Lucius Arruntius;

                - ? Aemilia Lepida, épouse de Publius Servilius Vatia;
                - ? Lepida, vestale

          - ? Mamercus Aemilius Lepidus, (v.-170 - ?)
            - Mamercus Æmilius Lepidus Livianus, (v.-122 -v.-60) ,fils adoptif de Livius Drusus, consul en 77 av. J.-C.

      - Lucius Æmilius Lepidus, (? - ap.-216)[3]
      - Quintus Æmilius Lepidus, (? - ap.-216)[3]

    - Manius Æmilius Lepidus, (v.-290 - ?),[3]
      - Manius Æmilius Lepidus Numida, (v.-260 - -211),decemvir sacris faciundis en 236 et 211 av. J.-C.
        - Manius Æmilius Lepidus, (v.-230 - ap.-211)
          - Marcus Æmilius Lepidus, (v.-202 - ap.-158), consul en 158 av. J.-C.
            - Marcus Aemilius Lepidus, (v.-170 - ap.-126), consul en -126;
              - Manius Æmilius Lepidus, (v.-140 - ap.-113), triumvir monétaire en -114;
                - Manius Æmilius Lepidus, (v.-110 - -49/4), consul en 66 av. J.-C.
                  - Manius Aemilius Lepidus, (v.-80 - ap.-42), proquesteur d'Achaïe en -48;
                  - Quintus Æmilius Lepidus, (v.-65 - ap.v.-15), consul en 21 av. J.-C.

#### Branche desÆmilii Scauri
- Lucius Aemilius Scaurus, légat d'escadron navale en -190;
  - Marcus Aemilius Scaurus, (v.-190 - ?);
    - Marcus Æmilius Scaurus, (163/†88 av. J.-C.), consul en 115 av. J.-C., princeps senatus de 115 à 88 av. J.-C. et censeur en 109 av. J.-C.
      - Marcus Æmilius Scaurus, (v.-120 - -102),  déserte dans un combat contre les Cimbres en 102 av. J.-C., et se donne ensuite la mort.
      - Marcus Æmilius Scaurus, (v.-98 -  ap.-52), préteur en 56 av. J.-C.
        - Marcus Æmilius Scaurus, (v.-60 - ap.-31), proscrit en 43, bénéficie de la restitutio de Misène en 39 av. J.-C.
          - Mamercus Æmilius Scaurus, (v.-20 - 34), consul suffect en 21 apr. J.-C.
            - (Aemilia), (? - ap.20)

      - Æmilia Scaura, (v.-100 - ap.-82), épouse de Pompée.

#### Branche desÆmilii Regilli
- Marcus Æmilius Regillus, (v.-255 - -205), préteur en 217 et flamen martialis de 215 à 205 av. J.-C.
  - Lucius Æmilius Regillus, (v.-225 - ap.-190), préteur en 190 av. J.-C.
  - Marcus Æmilius Regillus, (v.-220 - -190), légat en 190 av. J.-C., décède la même année

### Aemiliiplébeiens
- Lucius Aemilius Buca, (v.-90 - ap.-54),
- Lucius Aemilius Buca, (v.-65 - ap.-44), triumvir monétaire en -44, fils du précédent.
- Æmilius Macer, poète du Ier siècle av. J.-C., décédé en 15 av. J.-C.

## Sous l'Empire

### Autres branches

#### Aemilii Iunci
Les Aemilii Iunci sont originaires de Tripoli, dans l'actuel Liban.
- Aemilius Iuncus, (v.60 - ?), procurateur d'Auguste en Syrie.
  - Lucius Aemilius Iuncus, (v.85 - ap.135), consul suffect en 127;
    - Lucius Aemilius Iuncus, (v.115 - ap.172), consul suffect en 154;
      - Lucius Aemilius Iuncus, (v.145 - ap.194), consul suffect en 179;

#### Aemilii Honorati
Les Aemilii Honorati sont originaires de Nemausus, (l'actuel Nîmes), ils sont inscrits dans la tribu Voltina.
- Marcus Aemilius, (v.60 - ap.101?);
  - Lucius Aemilius Honoratus, (v.80 - ap.115), proconsul de Crète et Cyrénaïque;
    - ? Aemilia Honorata

#### Aemilii Frontini
Les Aemilii Frontini sont inscrits dans la Tribu Quirina.
- Lucius (Aemilius), (v.100 - ?);
  - Lucius Aemilius Frontinus, (v.120/5 - ap.v.184/5), légat d'Auguste propréteur de Lyonnaise, consul suffect, proconsul d'Asie[b 1];

#### Aemilii Macer
- Marcus Aemilius Macer Saturninus, (v.135 - ap.174), légat propréteur de Numidie, consul suffect en 174;
  - Marcus Aemilius Macer Saturninus, (v.155/70 - ap.v.200), consul suffect vers 180/211;
    - ? Marcus Aemilius Macer Faustianus, (v.190 - ap.216);

  - Marcus Aemilius Macer Dinarchus, (v.170 - ?)

#### Aemilii Papiniani
- Aemilius Papinianus, (v.142 - 212), Préfet du prétoire en 211;
  - (Aemilius Papinianus), (v.185 - 212), questeur en 212;

#### AemiliideThaenae
Ils sont inscrits dans la Tribu Papiria.
- Quintus Aemilius, (v. 115 - ?), notable de Thaenae;
  - Quintus Aemilius Laetus, (v. 140 - 5/193), Préfet du prétoire;
  - Aemilius Pudens, (v. 145 - ap. 192), centurion de la Legio III Augusta[4];

#### Autres
- Marcus Aemilius Laetus, procurateur a studiis d'Auguste au IIe siècle[5].
- Aemilia Paulina Asiatica, une femme de rang sénatorial, descendante de Valerius Asiaticus?[b 2].
- Æmilius Asper, grammairien latin, vers le IIe siècle
- Caius Aemilius Severus Cantabrinus, (v.150 - ap.192), consul suffect en 192.
- Quintus Aemilius Saturninus, (v.160 - v.200), Préfet d'Égypte de 197 à 199, Préfet du prétoire.
- Caius Aemilius Berenicianus Maximus, (v.185 - ap.218/35), tribun de la plèbe, légat propréteur d'Asie, proconsul de Narbonnaise, consul suffect, descendant de Berenicianus.
- Marcus Aemilius Aemilianus (né en 206 ou 213 - †253), proconsul de Moésie supérieure, empereur d'avril à août 253, date de son assassinat, durant l'anarchie militaire.
- Aemilius Probus, grammairien latin du IVe siècle
- Blossius Æmilius Dracontius, poète latin chrétien de la fin du Ve siècle

## Pour approfondir